# Rümlang
Rumlang est une commune suisse du canton de Zurich, située dans le district de Dielsdorf. Elle fait partie des communes limitrophes de l'aéroport international de Zurich. En 1950, un pont en bois enjambant la Glatt a été transporté de Oberglatt aux confins de la commune. Ce pont Grubenmann date de 1767,. Depuis 1979, la Fanfare Musikverein Rümlang organise le carnaval local. L'édition 2019 était peut-être la dernière, car la pandémie a mis à mal l'organisation . En 2000, un avion de tourisme genevois s'écrase le long de la rivière Glatt. Question confessionnelle, les catholiques romains disposent à nouveau d'une église depuis 1970. Néanmoins après la prise de l'église-mère par les compagnons de la Réforme l'Église Saint-Pierre n'indique pas d'heure à sa tour blanche atomique. Deux autres Églises évangéliques libres ont pignon sur rue. Rumlang n'est pas une cité-dortoir, mais beaucoup de capitaux français sont investis dans l'hôtellerie bordant l'aéroport, maquillés par des noms plus ou moins anglophones. Depuis quelques années le village est mis à mal par une décharge (type B) ouverte en 2018. Un projet d'extension vise à en sextupler la surface au détriment de la forêt de "CHALBERHAU". Les autorités vaguement capitalo-pavloviennes locales laissent faire.

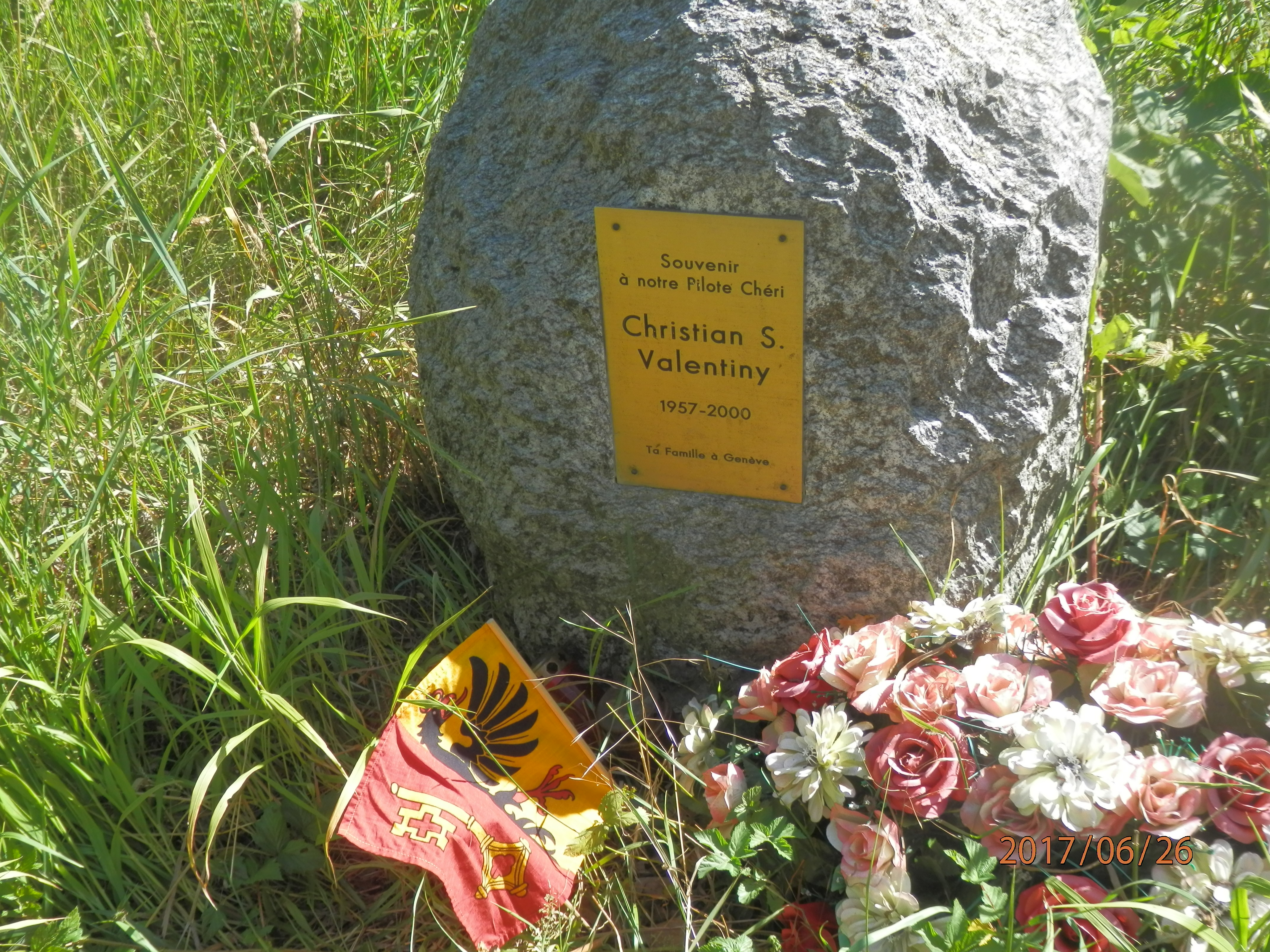
Stèle en mémoire de Christian Valentiny, Genève, décédé en 2000 à Rümlang/ZH.

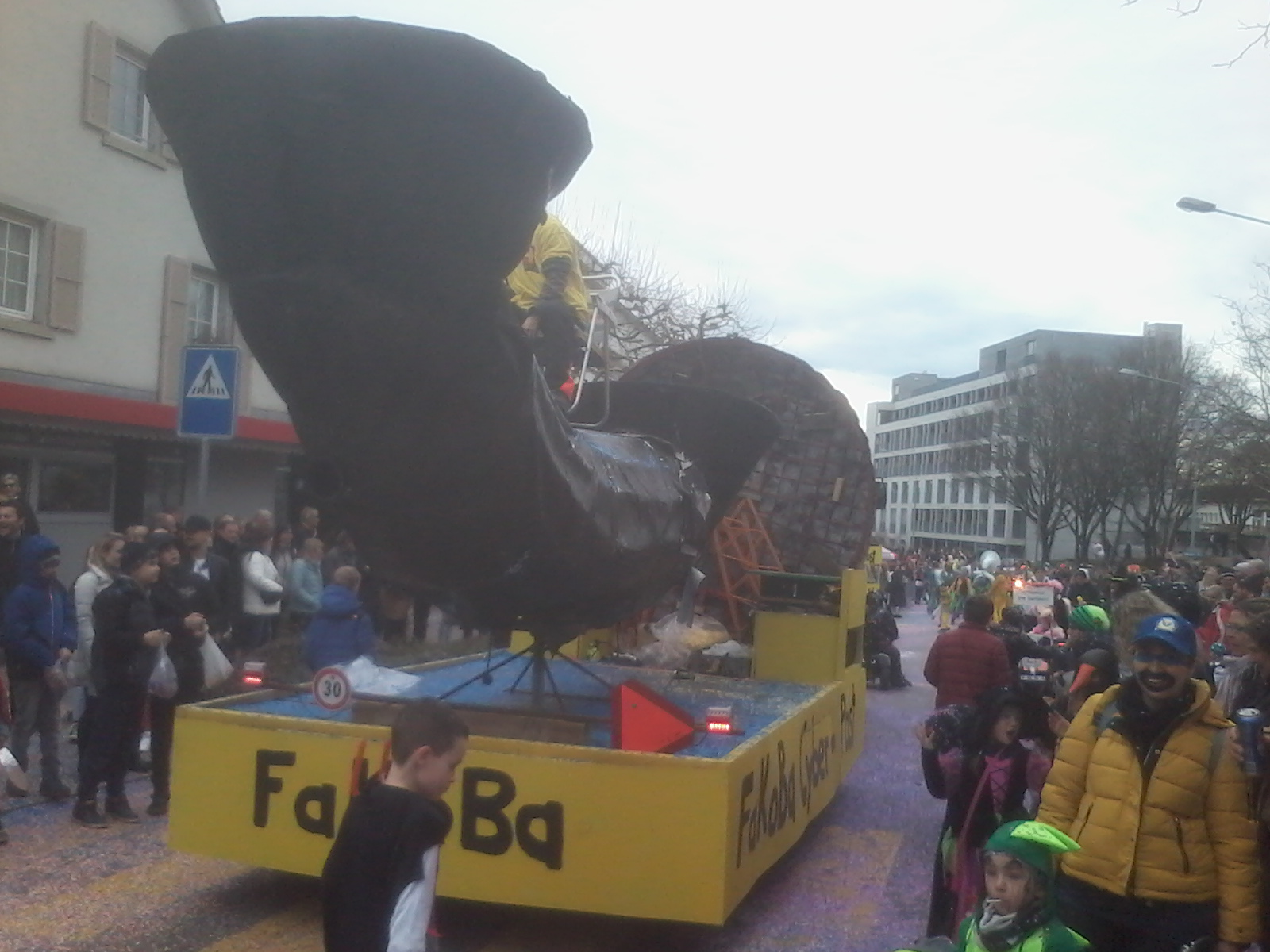
Char au Carnaval 2018 de Rümlang/ZH.

Photo aérienne prise à 300 m par Walter Mittelholzer (1925).

## Insolite
En 2002 Werner Zemp dessina pour la ville de Zurich la poubelle requin, développée par la maison locale Anta Swiss SA (précédemment Brüco). Ses nombreuses déclinaisons se retrouvent jusqu'au Canada. En janvier 2019, la ville de Zurich a fait savoir qu'elle allait changer de fournisseur.

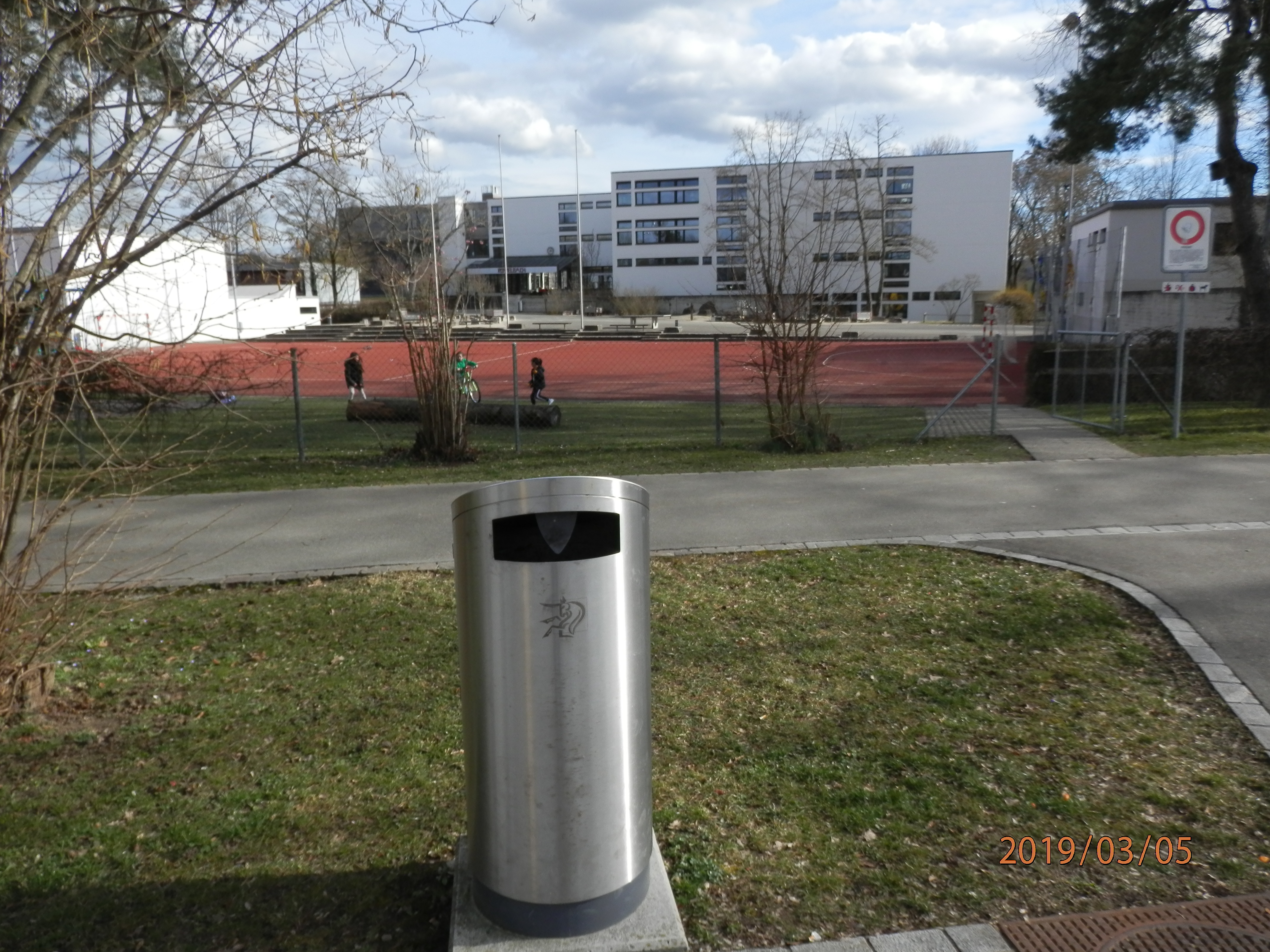
Poubelle requin de Rumlang devant l'école primaire Rümelbach.